# Sjögården, Växjö kommun
Sjögården är en bebyggelse väster om Helgasjön i Örs socken i Växjö kommun i Kronobergs län. SCB avgränsade området som en del av tätorten Gemla till 2023 då den klassades som en separat småort.